# Jasień (Gdańsk)

Lage des Stadtbezirks Jasień in Danzig

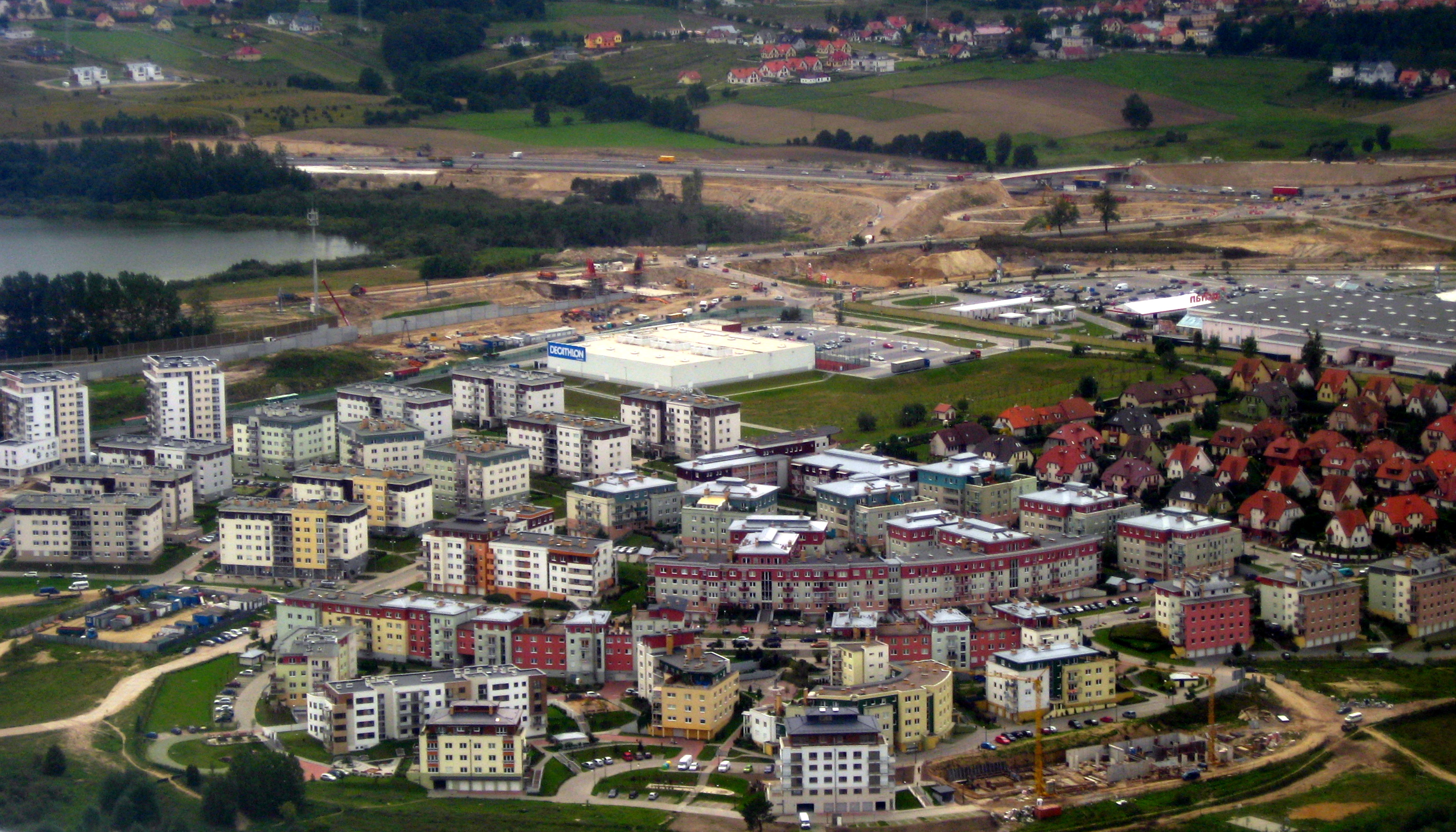
Luftbild von Jasień

Jasień (deutsch: Nenkau, kaschubisch: Nënczi oder Nënkòwë) ist ein Stadtbezirk von Gdańsk (Danzig) in Polen, dieser umfasst eine Fläche von 11,5 km² und zählt 8157 Einwohner mit einer Bevölkerungsdichte von 710 Einwohnern/km². Das Gebiet und die Orte gehören seit dem 1. Januar 1973 administrativ zur Stadt Danzig.

## Geografie
Der Bezirk grenzt an die Danziger Stadtbezirke Brętowo (Brentau), Kokoszki (Kokoschken), Matarnia (Mattern), Piecki-Migowo (Pietzkendorf und Müggau), Ujeścisko-Łostowice (Wonneberg und Schönfeld) und die Landgemeinde Kolbudy (Ober Kahlbude).

## Geschichte
1772 kam Nenkowy (Jasień) im Zuge der Ersten Teilung Polens zum Königreich Preußen. Nenkau bildete einen Gutsbezirk zunächst im 1772 gegründeten Kreis Dirschau, und dann ab 1818 im Landkreis Danzig im Regierungsbezirk Danzig der Provinz Westpreußen. Mit dieser kam Nenkau 1871 an Deutschland. 1887 wechselte Nenkau zum neuen Kreis Danziger Höhe. Nenkau hatte 1910 nur 234 Einwohner.
Anderthalb Jahre nach dem Ersten Weltkrieg, im Januar 1920, kam der Gutsbezirk Nenkau aufgrund der Bestimmungen des Versailler Vertrags mit dem Gros des Kreises Danziger Höhe von 1920 bis 1939 zum Mandatsgebiet Danzig des Völkerbundes. 1929, anlässlich der Auflösung der Guts- und Forstbezirke im Gebiet der Feien Stadt, wurde der Gutsbezirk Nenkau zwischen den benachbarten Gemeinden Hoch Kelpin (Kiełpino Górne) und Schüddelkau aufgeteilt. 
Nach dem Überfall auf Polen annektierte das Dritte Reich in einem völkerrechtlich nicht anerkannten Akt 1939 das Mandatsgebiet Danzig und verleibte es dem neu errichteten besatzungsamtlichen Danzig-Westpreußen ein, zu dem Nenkau als Teil des neuen Landkreises Danzig bis Ende des Zweiten Weltkriegs gehörte. 
Gegen Ende des Zweiten Weltkriegs wurde die Region im Frühjahr 1945 von der Roten Armee besetzt. Die sowjetische Besatzungsmacht übergab Nenkau im Sommer 1945 gemäß dem Potsdamer Abkommen zusammen mit dem ganzen Gebiet der Freien Stadt, ganz Hinterpommern und der südlichen Hälfte Ostpreußens in polnische Verwaltung gab. Für Nenkau wurde die polnische Ortsbezeichnung Jasień eingeführt. Soweit Einwohner deutscher Ethnizität nicht geflohen waren, wurden sie in der Folgezeit größtenteils aus Jasień vertrieben. 
Jasień kam am 1. Januar 1973 administrativ zur Stadt Danzig.

## Siedlungen und ehemalige Orte
Neben Jasień (Nenkau), gehören die Siedlungen Rębowo (Rambau), Szadółki (Schüddelkau), Zabornia (Christinenhof) zum Stadtbezirk Jasień.

## Verkehr

### Bahn
Seit September 2015 besteht der Bahnhof Gdańsk Jasień an der neuen Bahnstrecke Gdańsk Wrzeszcz–Gdańsk Osowa, der Lech-Wałęsa-Flughafen Danzig liegt nur vier Stationen und 7,2 km entfernt. Über die Strecke von Gdynia (Gdingen) wird Kościerzyna (Berent) erreicht. In Gdynia und Gdańsk Wrzeszcz besteht Anschluss an Fernzüge und den Nahverkehr.